# God Hand
God Hand (ゴッドハンド, God Hand, lit. Mão de Deus) é um jogo eletrônico de ação beat 'em up desenvolvido pela Clover Studio e publicado pela Capcom para PlayStation 2. O jogo foi lançado em 2006 no Japão e na América do Norte e em 2007 na Europa; foi relançando em 4 de Outubro de 2011 para o PlayStation 3 como um título transferível na PlayStation Network. God Hand foi dirigido por Shinji Mikami, designer mais conhecido por seu trabalho na série Resident Evil. Seu desejo era criar um jogo de ação focado nos "jogadores hardcore" misturado com uma grande quantidade de situações de alívio cômico. O jogo recebeu uma resposta geral levemente positiva dos críticos e vendeu apenas moderadamente logo após seu lançamento no Japão. A Capcom anunciou apenas alguns dias depois do lançamento norte-americano que iria dissolver a Clover Studio, fazendo de God Hand o seu último jogo desenvolvido. Em retrospecto, o jogo é considerado um clássico cult de sua geração, sendo louvado por sua dificuldade adaptada à habilidade dos jogadores, bem como pelo sistema de combos customizável e inovativo.
O jogador toma o controle de Gene, um artista marcial que maneja uma das lendárias "God Hands" (Mãos Divinas, em tradução livre), um par de braços divinos que foram uma vez usados para salvar o mundo de um demônio chamado Angra. A jogabilidade combina elementos tradicionais do gênero beat 'em up com características únicas do jogo, como a gigantesca diversidade de ataques e movimentos especiais.